# Los Naranjos (Tarija)
Los Naranjos (Spanisch für: „die Orangenbäume“) ist eine Ortschaft im Departamento Tarija im südamerikanischen Andenstaat Bolivien.

## Lage
Los Naranjos liegt in der Provinz Burnet O’Connor und ist der drittgrößte Ort im Cantón Entre Ríos im Municipio Entre Ríos. Los Naranjos liegt auf einer Höhe von 1180 m am linken, östlichen Ufer des Río Salinas, der in südlicher Richtung flussabwärts in den Río Tarija mündet.

## Geographie
Los Naranjos liegt in der bolivianischen Cordillera Oriental im Übergangsgebiet zwischen dem bolivianischen Altiplano und dem dünn besiedelten Gran Chaco im Tiefland. Das Klima ist subtropisch und durch einen deutlichen Gegensatz zwischen Trockenzeit und Regenzeit gekennzeichnet.
Die jährliche Niederschlagssumme beträgt 800 mm (siehe Klimadiagramm Entre Ríos), die Monate Mai bis Oktober sind arid mit Monatsniederschlägen von weniger als 15 mm, die Sommermonate von Dezember bis März weisen Monatswerte zwischen 100 und 160 mm auf. Die durchschnittliche Jahrestemperatur für Entre Ríos beträgt 21,5 °C die Monatstemperaturen schwanken zwischen 16 °C im Juni und 25 °C im Januar.

## Verkehrsnetz
Los Naranjos liegt in einer Entfernung von 114 Straßenkilometern östlich von Tarija, der Hauptstadt des Departamentos.
Tarija liegt an der Nationalstraße Ruta 1, die das bolivianische Hochland von Norden nach Süden durchquert und von Desaguadero an der peruanischen Grenze über die Metropolen El Alto, Oruro und Potosí bis nach Bermejo an der argentinischen Grenze führt. Acht Kilometer südöstlich von Tarija zweigt die Ruta 11 nach Osten ab, die über Junacas Sur nach Entre Ríos und weiter über Palos Blancos, Villamontes und Ibibobo nach Cañada Oruro an der Grenze zu Paraguay führt.
Von Entre Ríos aus folgt eine Verbindungsstraße dem linken, östlichen Ufer des Río Salinas und erreicht nach acht Kilometern die Ortschaft Los Naranjos.

## Bevölkerung
Die Einwohnerzahl der Ortschaft ist in dem Jahrzehnt zwischen den beiden letzten Volkszählungen um ein Drittel zurückgegangen:
| Jahr | Einwohner         | Quelle       |
| ---- | ----------------- | ------------ |
| 1992 | keine Detaildaten | Volkszählung |
| 2001 | 453               | Volkszählung |
| 2012 | 311               | Volkszählung |
| 2024 |                   | Volkszählung |

Die Region im Umkreis von Entre Ríos ist heute noch eines der Kerngebiete des Guaraní-Volkes, das seit Jahrtausenden das Paraná-Becken besiedelt.